# Couso de Salas
Couso de Salas (llamada oficialmente Santiago de Couso de Salas) es una parroquia y un lugar del municipio español de Muiños, en la provincia de Orense, Galicia.

## Organización territorial
La parroquia está formada por cinco entidades de población:

### Entidades de población
Entidades de población que forman parte de la parroquia:
- Calvelo
- Cerdedo
- Couso de Salas
- A Pousa

### Despoblado
Despoblado que forma parte de la parroquia:
- O Reguego

## Demografía

### Parroquia
| Gráfica de evolución demográfica de Couso de Salas (parroquia) entre 2000 y 2022 |
|                                                                                  |
| Datos según el nomenclátor publicado por el INE.                                 |

### Lugar
| Gráfica de evolución demográfica de Couso de Salas (lugar) entre 2000 y 2022 |
|                                                                              |
| Datos según el nomenclátor publicado por el INE.                             |